# Kandalló

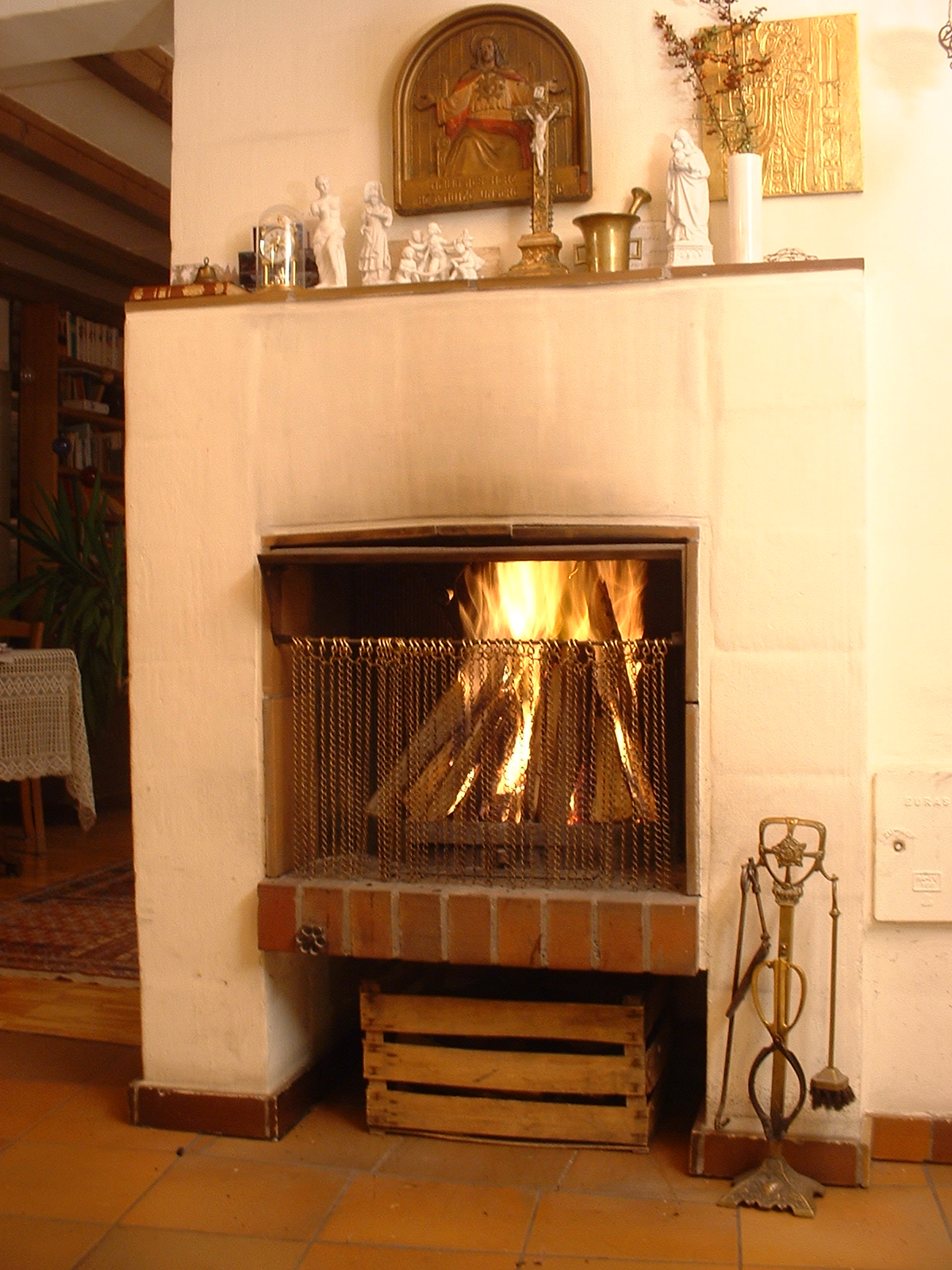
Modern kandalló

A kandalló  Európa déli és nyugati országaiban kialakult, kő vagy kerámia esetleg egyéb burkolattal körülépített fűtőberendezés, a középkor és a reneszánsz fontos lakásdísze. Tűztere öntvényből, lemezből, vagy samottból készül zárt vagy nyitott kivitelben. Általában lakások fűtésére alkalmazott 4-30 kW közötti, esetleg nagyobb hőleadású fűtőkészülék, melyet pozitív fűtési hatása és ma már nagy hatásfoka mellett megjelenéséért is telepítenek. Megfelelő tűzifával olcsó és környezetbarát fűtést tesz lehetővé. A kandalló tűzteréből az égéskor keletkező füstgázokat a kémény vezeti el. A kémény készülhet saválló acélból vagy kerámiából. Az égéshez a tűztérbe (külső légbevezetés), vagy a helyiségbe levegőt kell bevezetni.

## Típusai

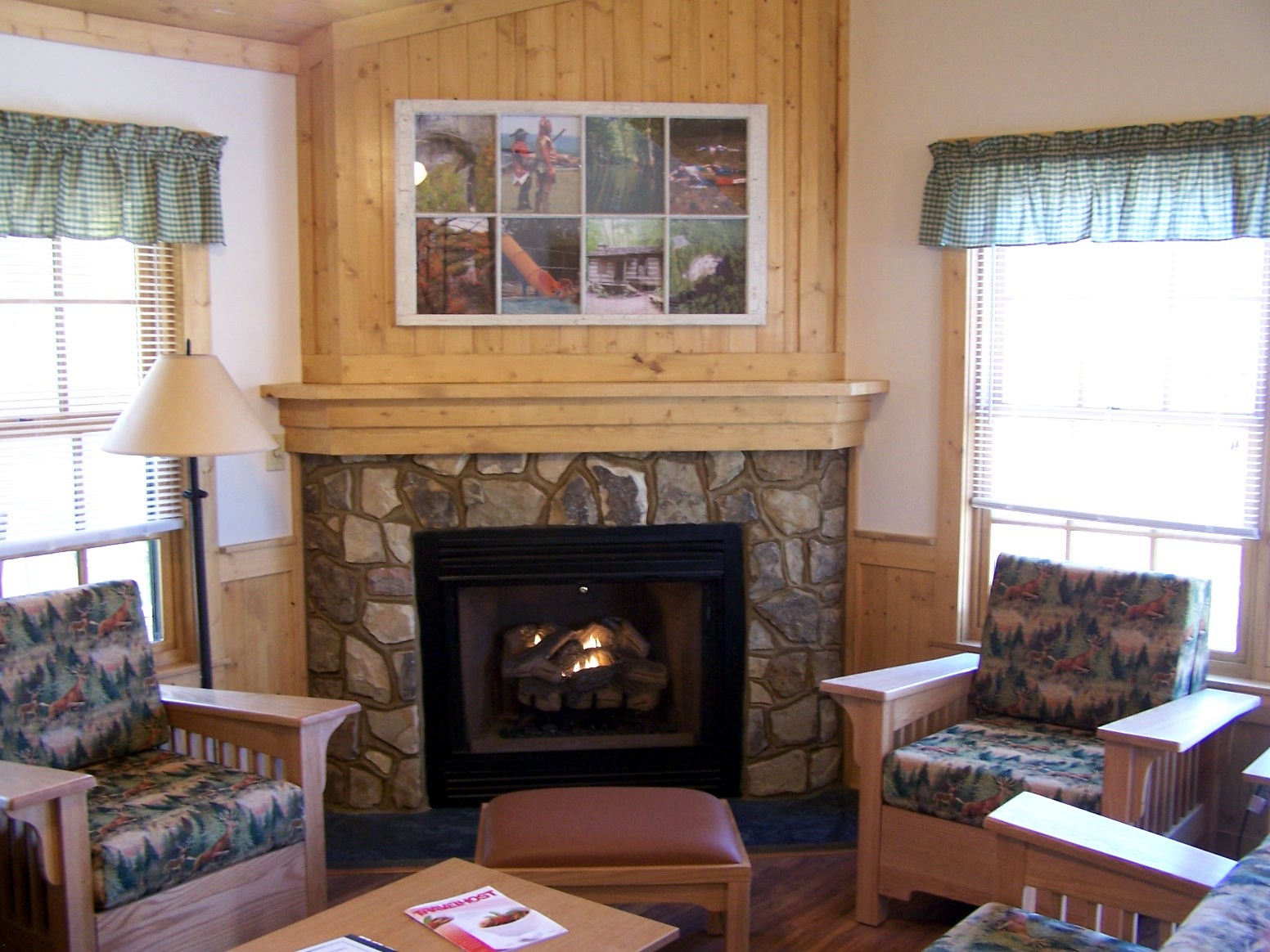
Gáztüzeléses kandalló

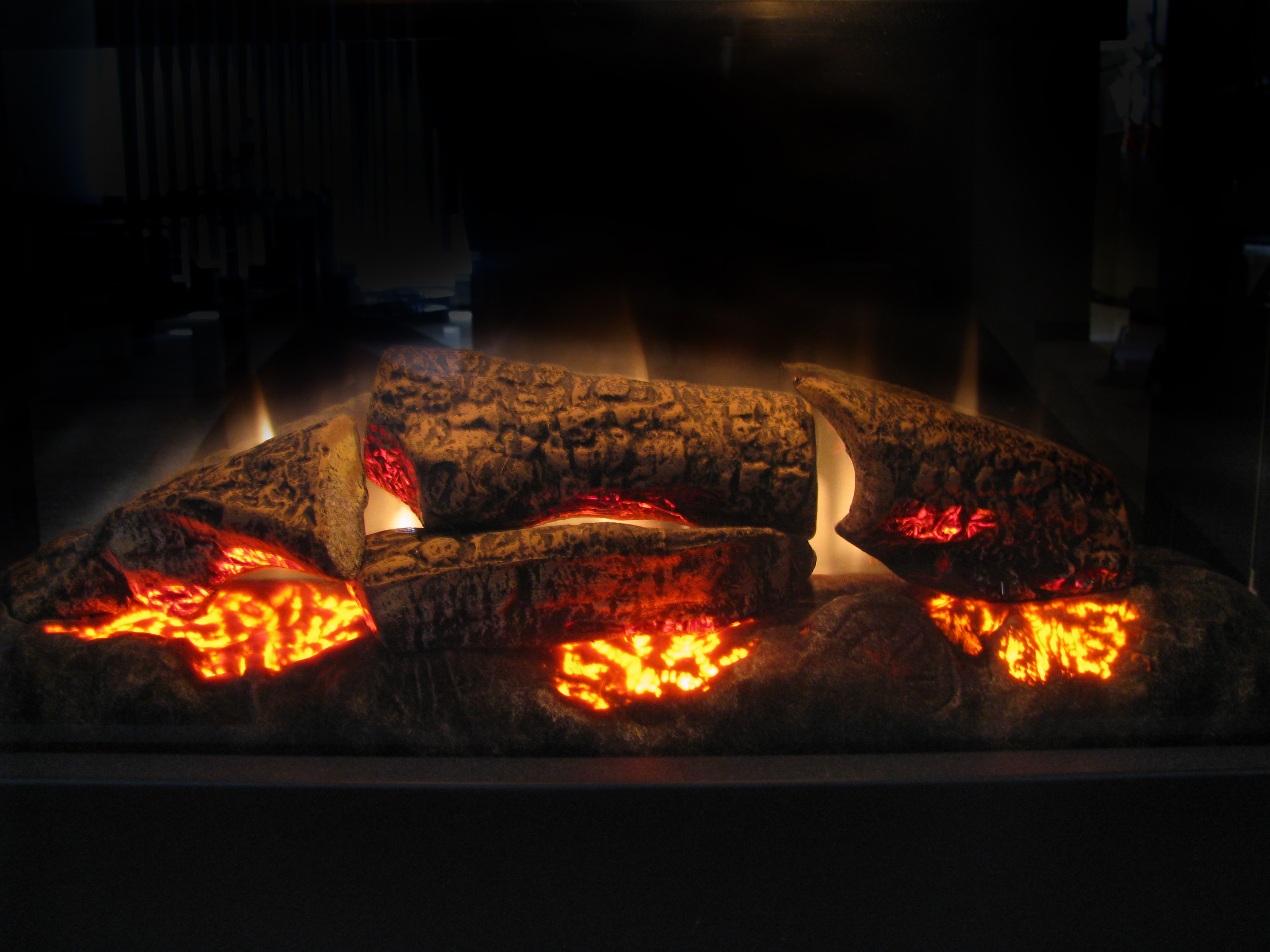
Elektromos kandalló

### Tűztér/égéstér zártsága szerint
- nyitott tűzterű kandalló (nincs ajtaja)
- zárt tűzterű kandalló (ajtóval zárható)
- zárt égésterű kandalló (szabadból külön csővel bevezetett égéslevegővel)

### Fűtőanyag szerint
- fatüzeléses (plusz barnaszén tüzeléses)
- pellettüzeléses
- gáztüzeléses
- elektromos működtetésű
- bioetanol tüzeléses

### Szerkezet anyaga szerint
- öntvény
- lemez (általában samott béléssel)
- samott (nyitott kandallóknál)

### Hőleadás szempontjából
- légfűtő konvekciós légáramlással
- légfűtő ventilátoros befúvással
- központi fűtésre köthető, vízcsöves

### Stílus szerint
Formája szerint:
- francia,

- német,

- lombard és

- holland

típusát különböztetjük meg. Egyesek külön típusnak tekintik az
- angol kandallót.[2]

A francia kandalló a legdíszesebb. Középkori és a reneszánsz várakból, kastélyokból sok látványos példánya maradt fenn (Blois, Pierrefonds).
Az olasz kandallót magas, többnyire a mennyezetig nyúló, kúp alakú kürtője teszi érdekessé.
A francia és az angol kandalló fűtőnyílását gazdagon tagolt keret fogja közre, amelyet fölül markánsan kiálló párkány zár le úgy, hogy a párkány fölé rendszerint tükröt vagy festményt tettek.

## Története
A kandallók már az őskorban is kialakulóban voltak. Az ősember barlangja vagy kunyhója közepén tűzhelyet állított fel, ahol melegedni és sütni is lehetősége volt. A körülbelül 40 cm mély gödröt kövekkel rakta ki, a kunyhó tetején nyílást hagyott ahol a keletkező füst távozhatott.
A görög korban a padlófűtés jelent meg, szenes táplálással csövek fűtötték a padlót.
A római korban aztán jelentős fejlődés következett be, megjelent a focus a családi központi tűzhely és a hypocaustum amely a pincében fűtött kemencék hőjét kéményeken keresztül a központi fűtőhelyiségbe terelte, és az e helyiség fölötti szobákat fűtötte.
A mai, valódi értelemben vett kandallók Nyugat-Európában jelentek meg a 13-14. századi kastélyokban, ahol a nyitott kandallók még minimális hőt adtak le a nagy termekben és inkább presztízs értékkel rendelkeztek mint fűtőértékkel.
A középkorban a kandallók nagy formaválasztékban terjedtek el Nyugat-Európában, míg keleten inkább a nagyobb hatásfokkal üzemelő cserépkályhák váltak ismertebbé.
A huszadik század végén a kandalló kultúra erős fejlődésnek indult a polgári rétegekben is, az 1970-es évektől kezdték gyártani Franciaországban a zárt öntvény kandalló tűztereket, amelyek a mai napig a legismertebb formáját képezik a kandalló betéteknek.

### Magyarországon
Magyarországon több gótikus stílusban keretezett kandalló is fennmaradt, de a közízlés szerint a legszebbek az olasz reneszánsz stílusú, márványból vagy egyéb kőből készült kandalló-keretek. Ezeket gyakran címerek díszítik. Főleg a siklósi és a sárospataki vár kandallói figyelemre méltóak.

## A kandallók szerkezete, üzeme
A teljesen építési munkával készült hagyományos, eredeti kandalló tűztere samott, belső füstjárata és külseje kerámia, ill. építőanyagokból áll, egy függőleges huzammal, ajtó nélkül. Később kialakult a zárt tűzterű típus is.
A tűztérbetétes ún. fűtőkandallók, vagy csempekandallók fém, ajtós tűztérbetétből, és a fölötte lévő köréfalazott aknából (légtérből) állnak, a tűztér külön füstcsővel csatlakozik a kéménybe. A köréfalazott légtér nyílásokon át konvekciósan is fűti a helyiséget.
Központi fűtésre köthető, ún. vízteres betétes kandallók vízoldalon gyakorlatilag azonosak a szilárd tüzelésű kazános fűtési rendszerekkel.
A kandallók szabályzása nagy változáson ment keresztül. Az elsődleges égési levegő alapvetően szükséges az égés szabályzásához.
Ezt vagy zárt tűzterű kandallókkal, vagy nyitott égésterűvel (a helyiségből veszi al levegőt) érhető el. A 20. század végén az elsődleges égési levegő szabályzáshoz társult a szekunder égési levegő amely az égés hatásfokát hivatott javítani ugyanúgy mint a szilárd tüzelésű kazán esetében. A láng színe fehér és világossárga között legyen, ne kormozzon. Ennek ellenőrzésére nézőnyílás/nézőüveg szükséges a tűztérajtón. A színt a primer/szekunder levegő szabályozókon beadott levegővel állíthatjuk be. Napjainkban megvalósult a kandalló tűzterek tökéletes égési optimalizálása, melynek során a nyitott kandalló kb. 30%-os hatásfokától elérkeztünk a zárt utóégéssel kombinált tűzterek akár 90%-os hatásfokához. Az égést a legmodernebb kandalló tűztereknél elektronikus szabályzás irányítja, minimálisra csökkentve a káros anyag kibocsátást.
Kandallók kézi, vagy gépi adagolású tüzelőanyag beadásúak, a kézi adagolás bizonyos határok között lehetséges.   A kandalló teljesítménye (kW) alapján meghatározható az egyszerre beadható fa tüzelőanyag mennyiség (kg/h), azaz kW/3,5 = kg/h az óránként eltüzelhető famennyiség, és ennek kétszerese adható be begyújtáskor egyszerre. 

## Légfűtés kandallóval
A kandallók szerkezete az épített típusoktól a fém tűztérbetétesekig változott, és ezzel a fűtési mód is a sugárzással átadott hőtől a konvektív felületi hőátadás felé mozdult. Az épületek szerkezete/szigetelése szintén jelentősen megváltozott. A kandallóval való légfűtés, mint központi fűtés, csak a legkomolyabb szigetelésű épületre alkalmas. Bár a cserépkályhánál is van felületi hőátadás, a fém tűzteres kandallók fölé épített légtér, benne a füstcsővel, egy külön konvekciós hőátadási lehetőséget adott. Ezt a teret a helyiségbe nyitva a hő átadása az ún. konvektív burkolat alól kétféleképpen történik.
- Gravitációs áramlású légfűtés: a konvektív burkolaton alul és felül szellőző nyílásokat nyitnak, melyek rácsokkal vannak fedve, és a meleg levegő felfelé áramlásával jut a hő a helyiségbe. A legtöbb acélbetétes kandalló ilyen, és egy központi fűtés mellett megfelelő kiegészítési lehetőséget biztosít fa tüzelőanyaggal való megújuló energiás fűtésre. A kandallóhoz közeli helyiségekbe rövid légcsatorna szakaszokkal még elég fűtés biztosítható néhány helyiség számára.
- Ventilátoros áramlású légfűtés: a kandalló konvektív burkolata alól (vagy az alá benyomott levegővel) ventilátorral visszük a meleg levegőt a távolabbi helyiségekbe, lehetőleg rövid légcsatorna szakaszokkal, és az alapterület közel geometriai középpontjába tervezett kandallótól. Ezek a kandallók már nem egy helyiség kis teljesítményű egyedi fűtőberendezései, hanem esetleg 10-15 kW teljesítményű, folytonégő, huzatszabályozóval felszerelt tűztérbetéteire épülnek. Ez a légfűtés már együtt működik pl. a hővisszanyerő szellőzéssel, és elég kis teljesítményigény esetén a levegő elkeveréséhez elég lehet maga a hővisszanyerő szellőzés is. Célszerűen a közel nulla energiafogyasztású házaknál jöhet szóba, kis hőigénynél. A felügyelet nélküli égés kérdését ez a típus általában még nem oldja meg, mert működéséhez személyi felügyelet szükséges. Faapríték, vagy pellet automatikus adagolása esetén viszont a napi egyszeri feltöltés után a folyamatos tüzelést már maga elvégzi. Nem automatikus tüzelés esetén a minél kisebb fűtési igényű épület és a hőtároló kályha (téglakályha, vagy tömekályha) ad lehetőséget arra, hogy külön egy beadagolás, égés legyen személyi felügyelettel, és külön egy hőleadási időszak, felügyelet nélkül.

Különleges, padló alatti légfűtéshez használt fűtőberendezést inkább kemencékkel fűtötték (középkori padlófűtés).

## Környezetbarát tervezési követelmények
Miután a légfűtő kandallók esetében is jelentkeznek a szilárd tüzelés emissziói, ezért ehhez kapcsolódóan megemlíthetjük a tervezési követelményeket:
A MKEH tájékoztatása szerint (honlap, ECOD LABEL) termékcsoportonként tüzelőberendezésekre különböző környezettudatos tervezési követelmények fognak életbe lépni:
- Szilárd tüzelésű egyedi helyiségfűtő berendezések: EU 2015/1185 sz. végrehajtási rendelet
- Egyedi helyiségfűtő berendezések: EU 2015/1188
- Szilárd tüzelésű kazánok: EU 2015/1189

A 2015/1185/EU rendelet a szilárdtüzelésű egyedi helyiségfűtő berendezések környezettudatos tervezésére vonatkozó követelményeket határozza meg, amelyeket 2022. január 1-től kell a berendezéseknek teljesítenie.
A 2015/1186/EU rendelet az egyedi, lokális fűtőberendezések energiahatékonysági címkézési követelményeit írja elő. A címkézési előírásokat a legtöbb tüzelőanyagfajta és az elektromos fűtőberendezések esetén is 2018. január 1-től kell teljesíteni, kivéve a szilárdtüzelésű fűtőberendezéseket, amelyek esetében 2022. április 1. a határnap.
A 2015/1187/EU rendelet a szilárdtüzelésű kazánok, valamint szilárdtüzelésű kazánokból, kiegészítő fűtőberendezésekből, hőmérsékletszabályozókból és napenergia-készülékekből álló csomagok energiafogyasztásának címkézéséről szól, és 2017. április 1-től, 2017. július 1-től, illetve 2019. szeptember 26-tól kell alkalmazni.
Szilárd tüzelés esetén a szálló por-, a szerves anyag-, a nitrogén-oxid- és a szén- monoxid-kibocsátást korlátozták jelentősen, miközben meghatározták, emelték a minimális szezonális hatásfokot is. A szilárdtüzelésű kályhákra vonatkozó tervezési kritériumokat 2022. január 1-től kell teljesítenie a termékeknek. A rendelet például meghatározza
- a szálló por maximális koncentrációját az égéstermékben, amely a tüzelőanyagfajta függvényében 20-50 mg/m3 (13% O2) között változik,
- a szerves anyagok maximális koncentrációját, amely nyílt égésterű tüzelőberendezés esetén 120, zárt égéstérnél 60 mg/m3 (13% O2),
- a szén-monoxid-kibocsátás maximális koncentrációját, amely nyílt égésterű szilárdtüzelésű berendezés esetén 120, nem pelletté préselt faanyagnál 1500, pelletté préselt faanyag esetén 300 mg/m3.
- az NOx-kibocsátást, amely biomassza esetén 200 mg/m3 (13% O2) és szilárd fosszilis tüzelőanyag esetén 300 mg/m3 (13% O2).

A kandallókhoz legbiztonságosabb a zárt égésterű kialakítás, külső levegőbevezetéssel. 
A korszerű kandallók általában a füstgázminőségét biztosító szerkezetek beépítésével készülnek, és tartalmazhatnak szűrőket, katalizátorokat, ill. a füstgázvezetéken vagy a kéményen elektrosztatikus füstszűrőket. Korszerű betét pl. az SC-2 típusú kandallóbetét. Csatlakozhat hozzájuk légfűtő hődob, vagy vízmelegítő hődob.  
Az eddigi kályha, kandalló minőségeket a méretezésre vonatkozó MSZ EN 1554 és MSZ EN 13384 sz. szabványok tartalmazták, valamint a kémény használatbavételekor a szakhatósági engedély kiadásakor a kéményseprő együtt vizsgálja ezeket a kéménnyel, és kéri a kéményre és a tüzelőberendezésre vonatkozó kiviteli nyilatkozatokat. Ebben többek között a szakmunkás bizonyítvány, vagy a mesterlevél száma, a levegőpótlás módja, a bekötőcső CE minősítése és a tüzelőberendezés típusának megnevezése is kell, hogy szerepeljen.